# Conosia irrorata
Conosia irrorata är en tvåvingeart. Conosia irrorata ingår i släktet Conosia och familjen småharkrankar.

## Underarter
Arten delas in i följande underarter:
- C. i. irrorata
- C. i. intermedia